# Guldborg (Motorenhersteller)

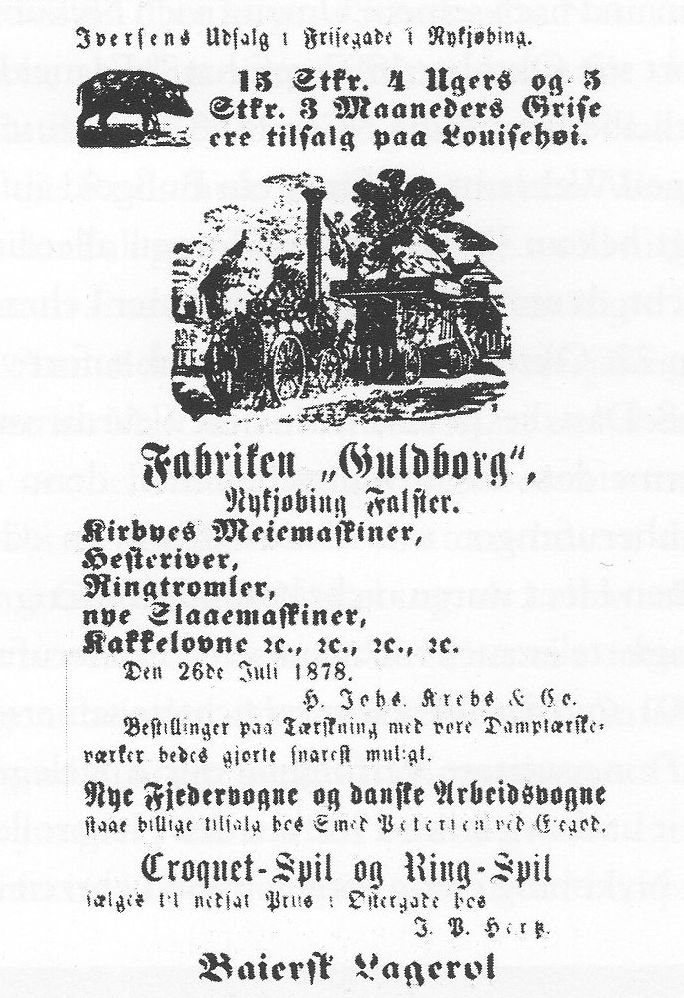
Werbeanzeigen, um 1878

Guldborg war ein dänisches Unternehmen, das Maschinen und Motoren herstellte.

## Geschichte
Die Firma wurde 1841 gegründet; sie erhielt ihren Namen nach dem Guldborgsund, der die Inseln Falster und Lolland voneinander trennt. Sie stellte Dampfmaschinen und landwirtschaftliche Geräte her. 1878 produzierte sie offenbar eine selbstfahrende Lokomobile. Den ersten Petroleummotor brachte die Firma im Jahr 1908 auf den Markt, 1916 die ersten Dieselmotoren. Guldborg existierte bis 1977.
1898 schloss Jørgen Skafte Rasmussen seine Lehre bei Guldborg ab.